# Sả Senegal
Sả Senegal (danh pháp hai phần: Halcyon senegalensis) là một loài chim thuộc họ Sả (Halcyonidae), có tài liệu xếp vào họ Bồng chanh (Alcedinidae), ở châu Phi. Sả Senegal phân bố phân bố rộng rãi ở châu Phi nhiệt đới phía nam của sa mạc Sahara và từ phía bắc Pretoria. Loài sả nàyợc chủ yếu cư trú trong vòng 8 °Của đường xích đạo, nhưng phía Bắc và phía Nam quần thể di cư, di chuyển vào khu vực xích đạo trong mùa khô.
Nó là một loài phổ biến của một loạt các sinh cảnh rừng với một số cây, đặc biệt là cây keo, bao gồm cả xung quanh nơi cư trú của con người. Mặc dù nó là một "chim bói cá", nó thích môi trường sống khô truyền thống đất trồng cây hơn và có thể xa nước. Nó thường sống đơn độc nhưng có hiện diện trong các nhóm nhỏ.